# Bill Reid (kunstenaar)
William (Bill) Ronald Reid, Jr., OBC (12 januari 1920 – 13 maart 1998) was een Canadese kunstenaar wiens werk juwelen, sculpturen, zeefdrukken en schilderijen omvatte. Werk van Reid is afgebeeld op het Canadese 20 dollarbiljet.

## Biografie

### Vroege jaren
Reid werd geboren in Victoria, British Columbia. Zijn vader was William Ronald Reid sr., een Amerikaan van Schots-Duitse afkomst. Zijn moeder, Sophie Gladstone Reid, was afkomstig uit de Kaadaas gaah Kiiguwaay, Raven/Wolf Clan of T'anuu, of meer algemeen bekend als de Haida, een van de First Nations van de Pacifische kust. Hij ontwikkelde een grote interesse in Haidakunst tijdens het werk als radio-omroeper in Toronto voor CBC. Hij volgde in Toronto aan de Ryerson Institute of Technology ook een studie in het maken van sieraden, nadat hij eerst over zijn afkomst had gehoord van zijn grootvader van moeders kant, die zelf opgeleid was door Charles Edenshaw, een Haidakunstenaar van grote faam.
In 1951 keerde hij terug naar Vancouver, waar hij uiteindelijk een studio begon op Granville Island, en zeer geïnteresseerd raakte in het werk van Edenshaw. Reid was met name geïnteresseerd in het begrijpen van de symboliek van diens werk, waarvan in de loop der tijd een groot deel verloren was gegaan, samen met de vele Haidatradities. Gedurende deze tijd werkte hij ook aan het behoud van artefacten, waaronder veel ingewikkeld gesneden totempalen die aan het vergaan waren in afgelegen dorpjes, en hielp bij de gedeeltelijke reconstructie van een dorp in het Antropologisch Museum van de Universiteit van British Columbia.
Aanvankelijk maakte hij sieraden in de traditionele vormen en met moderne materialen (meestal goud, zilver en argillite). Later ging hij zich ook bezighouden met grotere sculpturen in brons, redwood en Nootka Cypress (geel ceder), meestal voorstellende figuren, dieren, en scènes uit folklore, die bedoeld waren om de zichtbare tradities van zijn voorouders in een eigentijdse vorm te brengen.

### Grote werken en onderscheidingen
Zijn populairste werken zijn drie grote bronzen sculpturen, twee afbeeldingen van een kano gevuld met menselijke en dierlijke figuren: een zwarte, The Spirit of Haida Gwaii (de geest van Haida Gwaii), in de Canadese Ambassade in Washington DC, in de Verenigde Staten, en een groene, The Jade Canoe (de jade kano), op Vancouver International Airport in British Columbia, en de derde,Chief of the Undersea World (hoofd van de onderwater wereld), voorstellende een uit het water springende orka, bij het Vancouver Aquarium. Afgietsels van deze sculpturen staan in het Canadian Museum of Civilization in Ottawa, Canada.
Reid ontving vele onderscheidingen in zijn leven, met inbegrip van eredoctoraten van de Universiteit van Brits-Columbia, de Universiteit van Toronto, de Universiteit van Victoria, de Universiteit van West Ontario, York Universiteit en Trent Universiteit. Hij ontving de National Aboriginal Achievement Award voor zijn gehele oeuvre in 1994, en werd lid van de Orde van British Columbia en officier van Frankrijks Orde van Kunst en Letteren.
Twee van zijn sculpturen, Raven and the First Men (Raven en de Eerste Mensen) en Spirit of Haida Gwaii (Geest van Haida Gwaii), zijn prominent zichtbaar op het Canadese biljet van twintig dollar samen met een citaat van de schrijver Gabrielle Roy.

### Latere jaren
Hij nam deel aan de blokkades van wegen die hielpen om de regenwouden van Gwaii Haanas (Zuid Moresby) te redden, hij stopte in deze periode ook met werken aan de sculptuur in Washington om te protesteren tegen de vernietiging van de bossen van Haida Gwaii.
Na het laatste deel van zijn leven gewijd te hebben aan het creëren van nieuwe werken en conservering, overleed Reid op 13 maart 1998 in Vancouver aan de ziekte van Parkinson. In juli 1998 peddelden vrienden en familieleden met Lootaas, een grote kano gesneden uit een ceder door Reid voor Expo 86, tijdens een tweedaagse reis langs de Pacifische kust om zijn as te brengen naar Tanu Island in Haida Gwaii, de plaats van zijn moeders dorp.

## Galerij

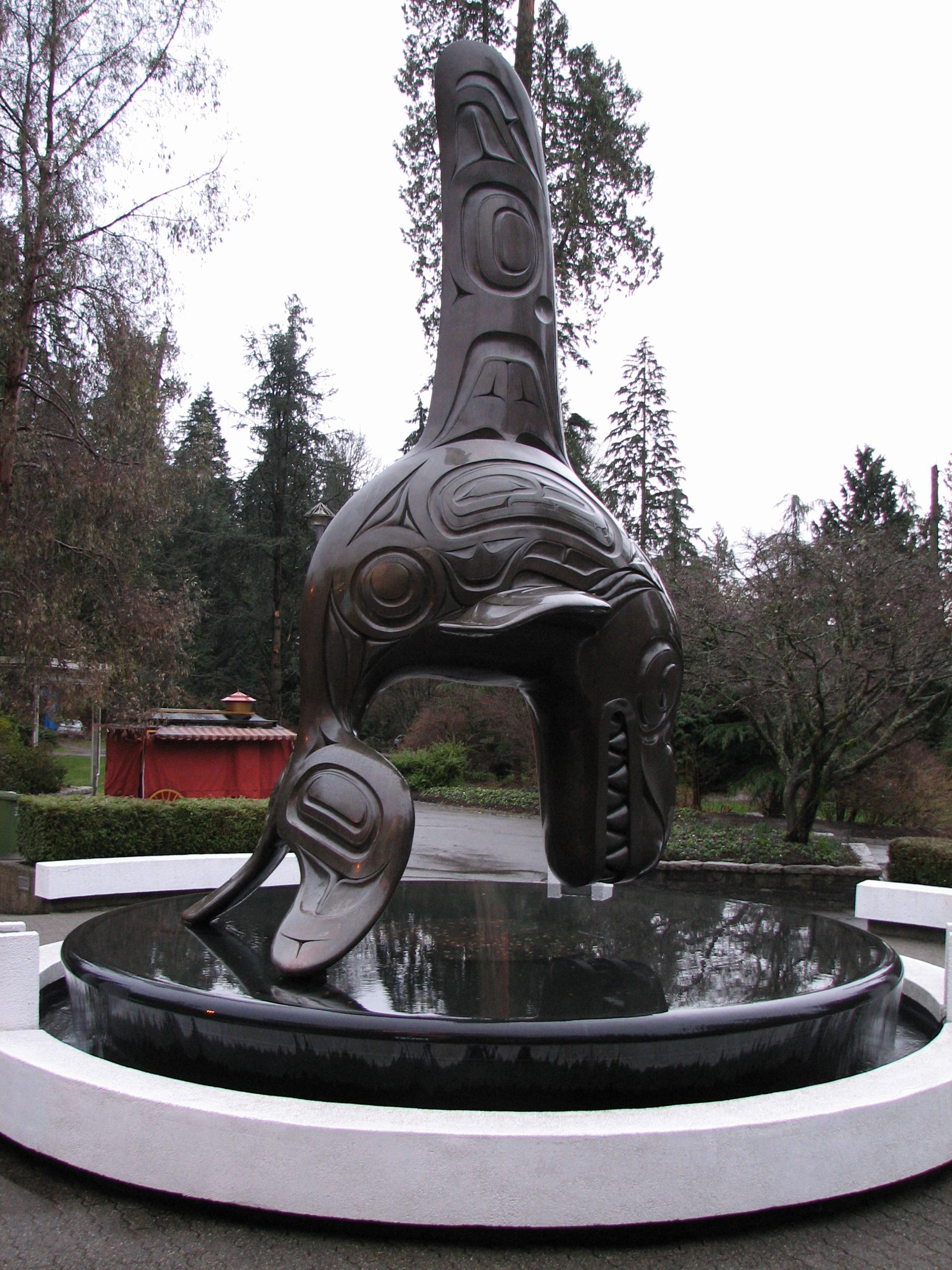
Chief of the Undersea World (Hoofd van de onderwaterwereld, Vancouver Aquarium
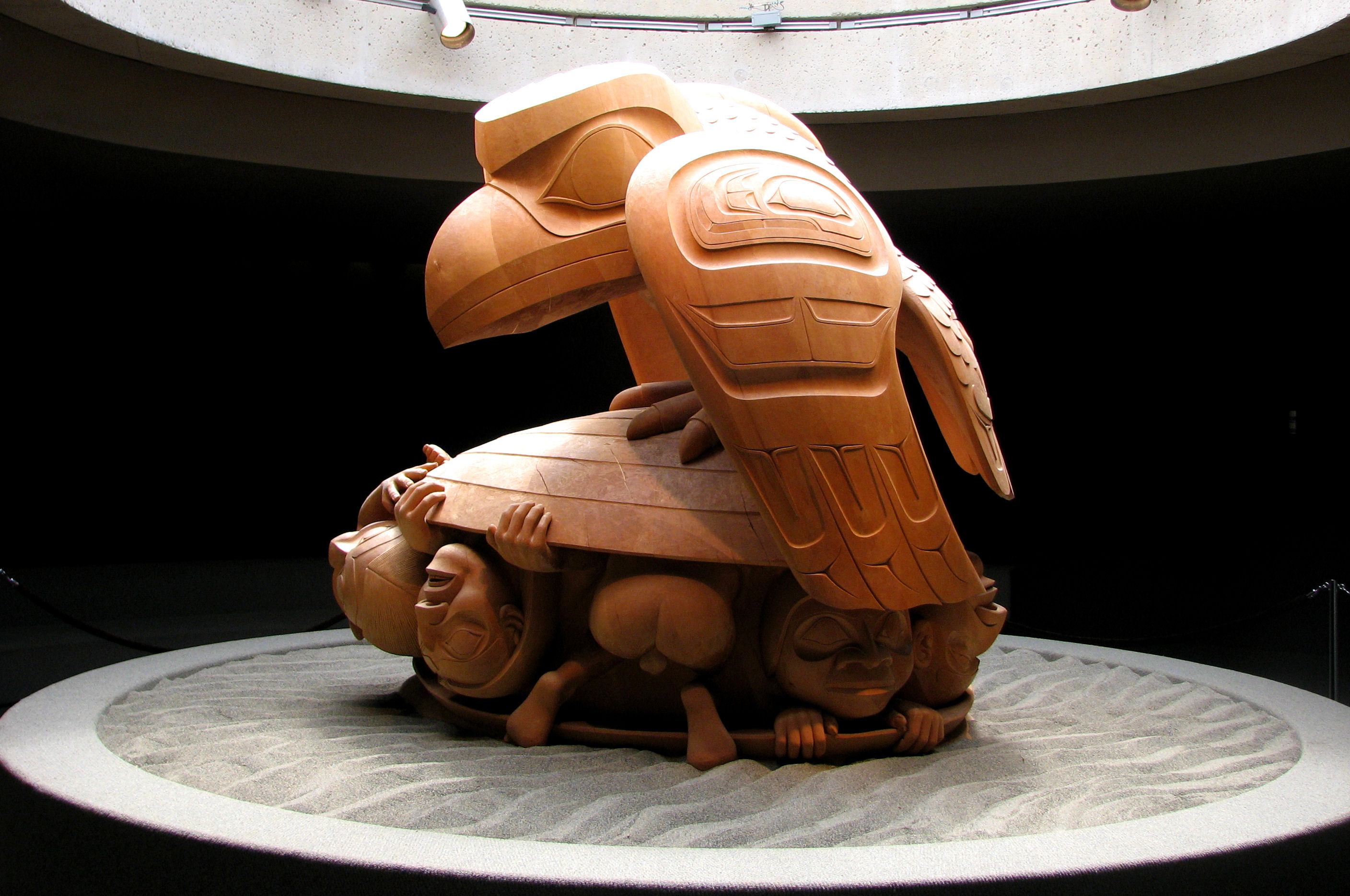
Raven and The First Men (Raaf en de eerste mensen), UBC Museum of Anthropology. Het toont een deel van een Haida scheppingsmythe. De Raaf is de bedrieger-figuur bij veel mythologieën.
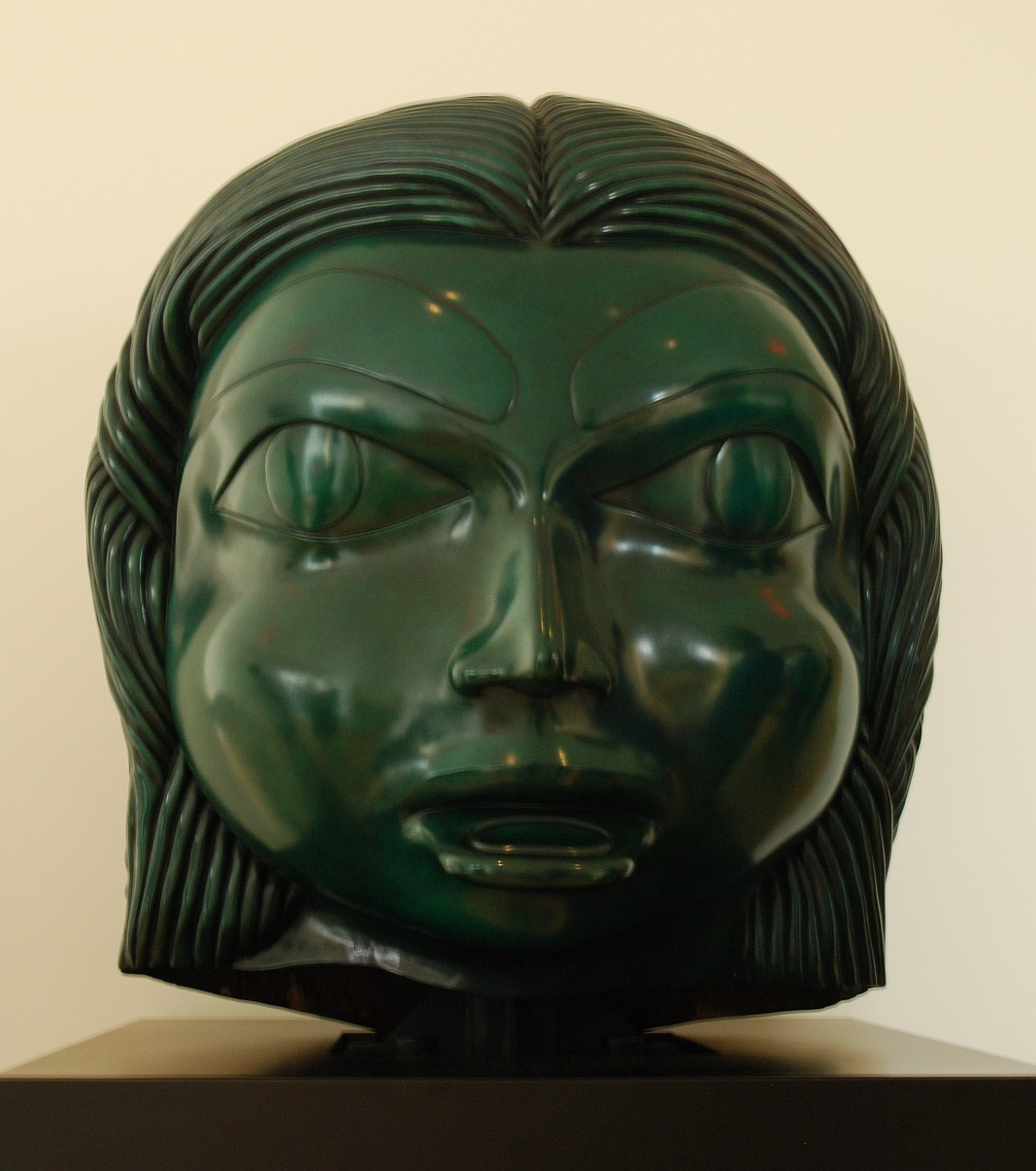
Bear Mother (Moeder beer), Delegation of the Ismaili Imamat, Ottawa, Ontario
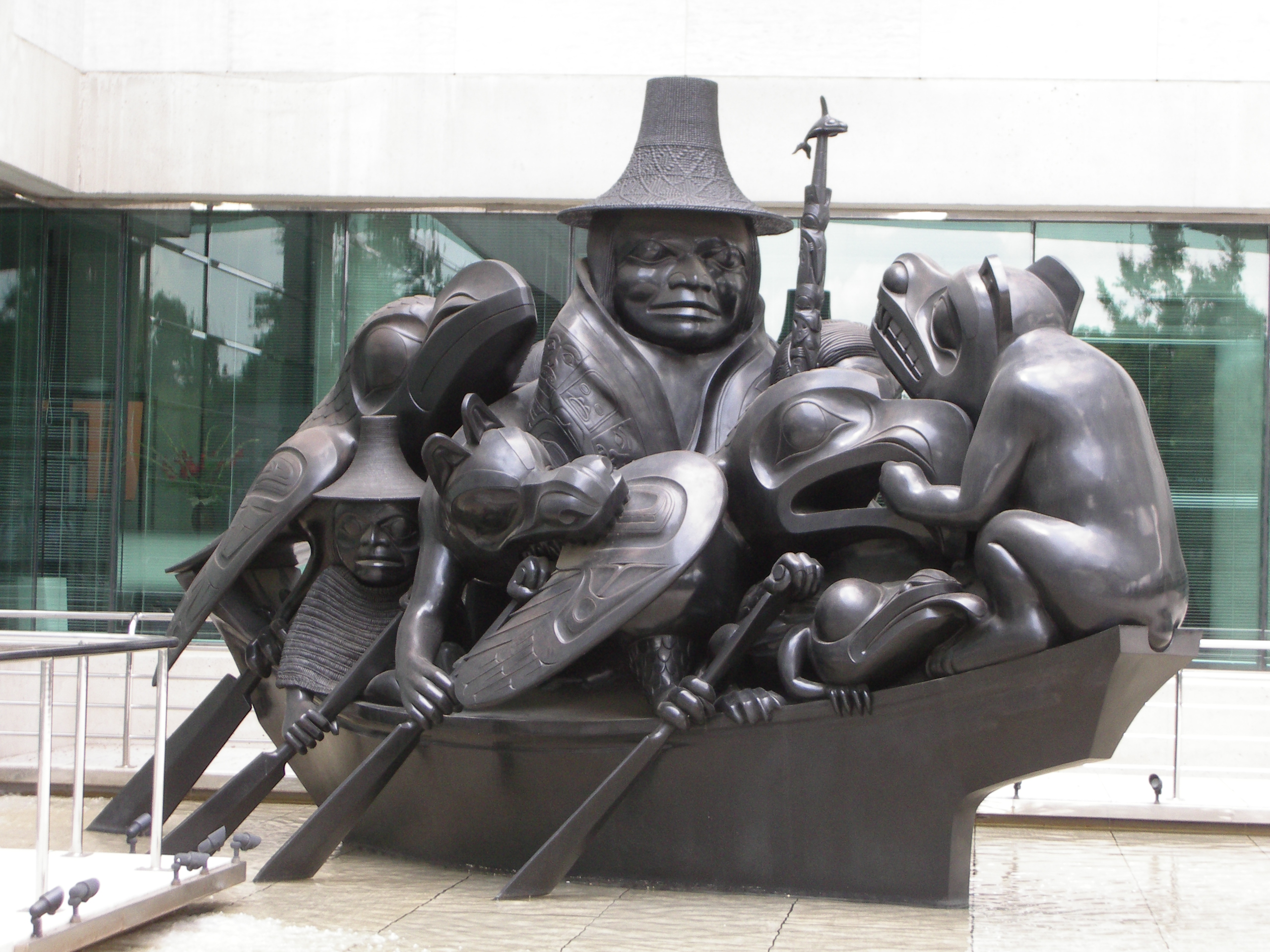
The Spirit of Haida Gwaii (The Black Canoe), Canadese ambassade, Washington, D.C., USA
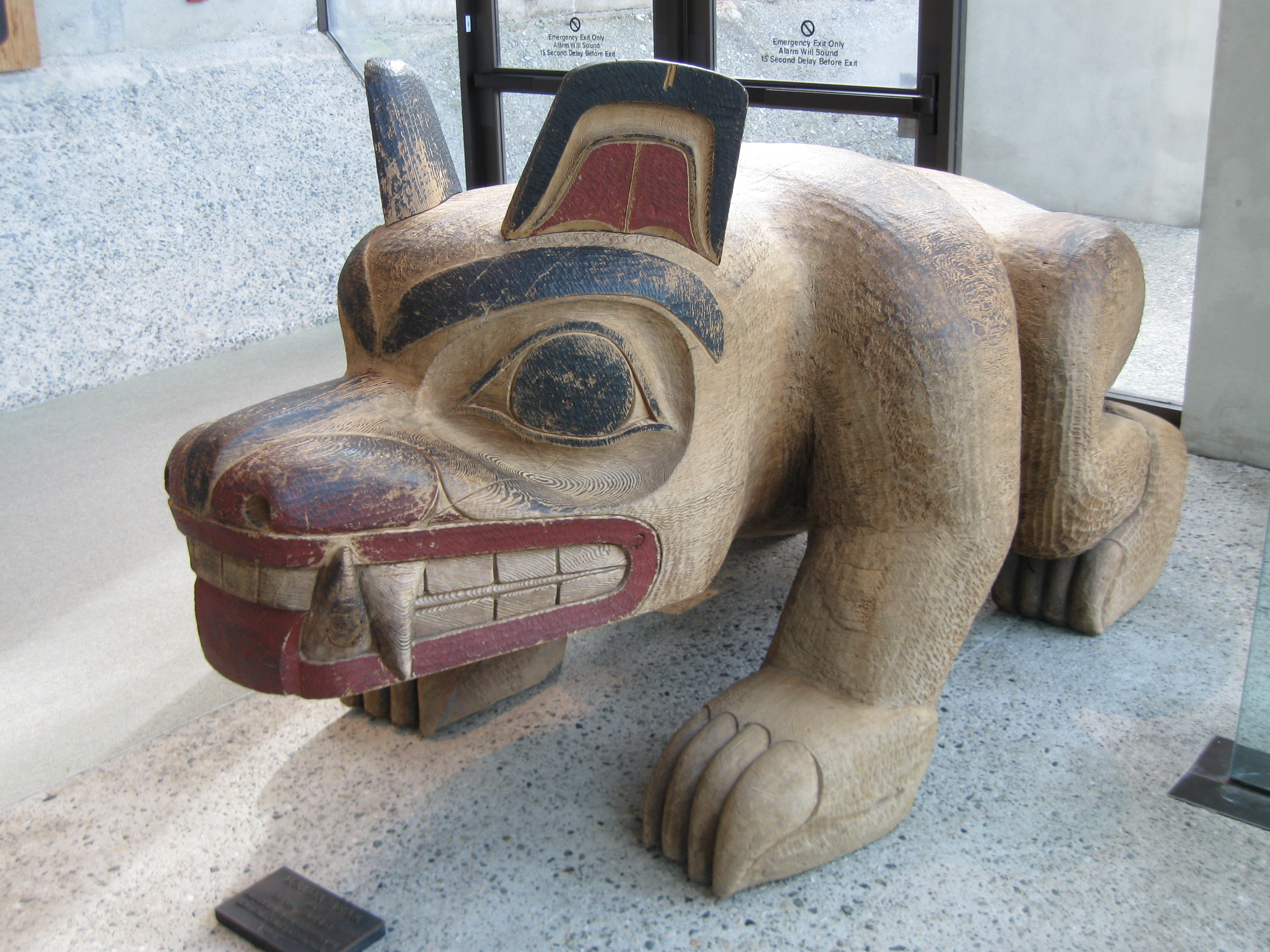
'Beer, UBC Museum of Anthropology